# Lionel Logue
Pour les articles homonymes, voir Logue.
Lionel George Logue (26 février 1880 à Adélaïde, Australie-Méridionale - 12 avril 1953 à Londres) est un rééducateur des troubles de l'élocution australien.
Il acquiert une grande notoriété en 2010 dans le monde anglo-saxon et en 2011 en France, lors de la sortie du film Le Discours d'un roi dont le scénario a comme principal thème son traitement du bégaiement du roi George VI, qu'il a soigné avec succès grâce aux méthodes peu orthodoxes qu'il utilisait fréquemment.

## Biographie
Lionel Logue, aîné d'une famille de quatre enfants, est né à Adélaïde. Ses parents sont George Edward Logue, commis puis brasseur, et son épouse, née Lavinia Rankin. Il suit une formation scolaire au Prince Alfred College de 1889 à 1896. C'est à cette école qu'il suit la formation en élocution d'Edward Reeves, perdant ainsi en grande partie son accent australien. À partir de 1902, il travaille pour Reeves comme secrétaire et comme aide-enseignant, tout comme il étudie la musique au Elder Conservatorium de l'université d'Adélaïde. Plus tard, il travaille dans une mine d'or à Kalgoorlie, Australie-Occidentale.
Il commence sa carrière en tant que spécialiste en élocution à Perth, en Australie-Occidentale. En plus d'enseigner l'élocution, l'art de jouer et celui de parler en public, il organise des événements tels que des pièces de théâtre et des récitations. Il fonde également un club d'orateurs publics.

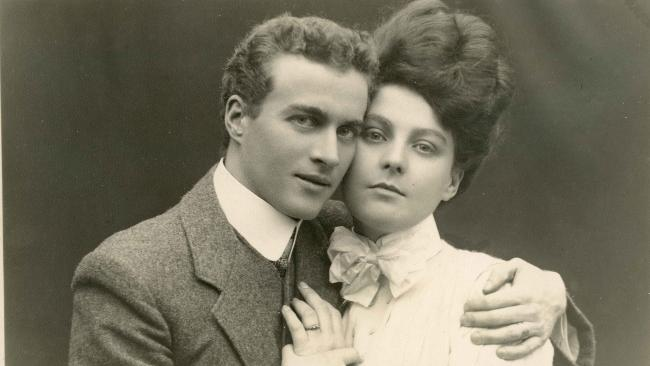
Logue en compagnie de Myrtle Gruenert au moment de leur mariage à Perth en 1906.

Logue épouse Myrtle Gruenert, une commise de 21 ans, à la St George's Anglican Cathedral à Perth le 20 mars 1907. Ils ont trois enfants.
En 1911, Logue fait le tour du monde. Réformé pour une blessure au genou, il entre en contact avec des soldats de la Première Guerre mondiale en Europe. Il met au point des traitements pour soigner les anciens combattants souffrant d'obusite à cause des explosions des bombes et des obus des champs de bataille. En plus des exercices physiques, qui facilitent la respiration des patients, Logue met l'accent sur l'humour, sur la patience ainsi que sur la « compassion surhumaine ».
En 1924, il s'installe à Londres, accompagné de son épouse et de ses trois fils, pour y faire fortune. Il offre ses services à des écoles d'enfants bègues ; ses revenus restent modestes. Il décide alors d'ouvrir un cabinet de thérapeute, au 146, Harley Street, à Londres. Il utilise les honoraires de ses clients fortunés pour donner des soins aux clients peu nantis. En 1935, Logue est cofondateur de la British Society of Speech Therapists. Lorsque sa clientèle se réduit pendant la Seconde Guerre mondiale, il surveille, trois nuits par semaine, le ciel de Londres pour alerter des attaques aériennes. C'est l'un des fellows fondateurs du College of Speech Therapists, en 1944.
Logue fut adepte de la Science chrétienne pendant la plus grande partie de sa carrière professionnelle et au moins jusqu'à la mort de sa femme en 1945, date à laquelle il s'intéressa au spiritisme. Il est mort le 12 avril 1953 à Londres, et ses restes ont été incinérés.

### Traitement de George VI
Avant d'accéder au trône, le duc d'York, futur George VI, craignait d'apparaître en public, en raison d'un bégaiement sévère depuis l'âge de cinq ans, bégaiement qui s'était aggravé vers 1920. Son discours de clôture de la British Empire Exhibition à Wembley le 31 octobre 1925 est un supplice tant pour l'orateur que pour le public. Cette expérience lui donne le courage de surmonter son bégaiement, et il engage alors Logue.
Il existe plusieurs versions de la rencontre entre le duc et le thérapeute. Quatre-vingt-deux séances ont eu lieu entre la première consultation le 10 octobre 1926 et celle du 22 décembre 1927, ce qui coûta au duc 172 livres, soit l'équivalent d'environ 11 000 euros actuels.
Ayant diagnostiqué une mauvaise coordination entre le larynx et le diaphragme thoracique, Logue prescrivit des exercices vocaux d'une heure par jour. Les traitements de Logue facilitèrent la détente musculaire du duc d'York et réduisirent les spasmes provoqués par certains muscles. Le duc parvint ainsi à réduire le nombre de ses hésitations pendant ses discours. En 1927, il parla avec une relative aisance et prononça sans bégaiement son discours d'ouverture du parlement australien à Canberra,.
Logue a continué de travailler avec le duc d'York tout au long des années 1930 et 1940. Il recourait à des virelangues pour aider le roi à préparer ses discours lors de moments importants, dont son couronnement et les discours radiophoniques à l'Empire britannique pendant la Seconde Guerre mondiale. 
Les deux hommes sont demeurés amis jusqu'à la mort du roi, Logue passant notamment le réveillon avec la famille royale avant d'affronter avec Georges VI le discours radiodiffusé de fin d'année. Le roi a reconnu leur amitié en lui remettant l’ordre royal de Victoria, lui donnant le rang de Membre (MVO) le 11 mai 1937. Logue a été élevé au rang de Commander (CVO) en 1944.

## Dans les arts
Logue est incarné par Geoffrey Rush dans le film Le Discours d'un roi sorti en 2011.

### Traductions
1. ↑  (en) « superhuman sympathy »